# Stanley-Cup-Playoffs 1952
Die Playoffs um den Stanley Cup des Jahres 1952 begannen am 25. März 1952 und endeten am 15. April 1952 mit dem 4:0-Erfolg der Detroit Red Wings über die Canadiens de Montréal. Die Red Wings gewannen damit ihren zweiten Titel in den letzten drei Jahren sowie den insgesamt fünften ihrer Franchise-Geschichte. Zudem gewannen sie in den Playoffs jedes ihrer acht Spiele, was zuvor nur den Boston Bruins (1929) und den Canadiens de Montréal (1924) gelungen war, die allerdings jeweils weniger Partien bestritten. Unterdessen ließ Terry Sawchuk, der Torwart Detroits, kein einziges Gegentor auf heimischem Eis zu. Die Canadiens hingegen verloren ihr zweites Endspiel in Serie, nachdem sie im Vorjahr mit 1:4 an den Toronto Maple Leafs gescheitert waren. Die Maple Leafs wiederum wurden zum ersten amtierenden Stanley-Cup-Sieger, der in der ersten Playoff-Runde durch einen Sweep ausschied.

## Modus
Für die Playoffs qualifizierten sich die vier besten Teams der Liga. Im Halbfinale standen sich der Erste und der Dritte sowie der Zweite und der Vierte der Abschlusstabelle gegenüber. Die jeweiligen Sieger bestritten anschließend das Stanley-Cup-Finale.
Alle Serien wurden dabei im Best-of-Seven-Modus ausgetragen, das heißt, dass ein Team vier Siege zum Weiterkommen benötigte. Das höher gesetzte Team hatte dabei in den ersten beiden Spielen Heimrecht, die nächsten beiden das gegnerische Team. Sollte bis dahin kein Sieger aus der Runde hervorgegangen sein, wechselte das Heimrecht von Spiel zu Spiel. So hatte die höher gesetzte Mannschaft in den Spielen 1, 2, 5 und 7, also vier der maximal sieben Spiele, einen Heimvorteil. Von diesem üblichen Modus wurde in diesem Endspiel allerdings abgewichen, so hatte in diesem Jahr das niedriger gesetzte Team zuerst Heimrecht.
Bei Spielen, die nach der regulären Spielzeit von 60 Minuten unentschieden blieben, folgte die Overtime. Sie endete durch das erste erzielte Tor (Sudden Death).

## Qualifizierte Teams
- (1) Detroit Red Wings
- (2) Canadiens de Montréal
- (3) Toronto Maple Leafs
- (4) Boston Bruins

## Playoff-Baum
|  | Halbfinale | Halbfinale            | Halbfinale |  |  | Stanley-Cup-Finale | Stanley-Cup-Finale    | Stanley-Cup-Finale |
|  |            |                       |            |  |  |                    |                       |                    |
|  |            |                       |            |  |  |                    |                       |                    |
|  | 1          | Detroit Red Wings     | 4          |  |  |                    |                       |                    |
|  | 3          | Toronto Maple Leafs   | 0          |  |  |                    |                       |                    |
|  |            |                       |            |  |  | 1                  | Detroit Red Wings     | 4                  |
|  |            |                       |            |  |  | 2                  | Canadiens de Montréal | 0                  |
|  | 2          | Canadiens de Montréal | 4          |  |  |                    |                       |                    |
|  | 4          | Boston Bruins         | 3          |  |  |                    |                       |                    |
|  |            |                       |            |  |  |                    |                       |                    |

## Halbfinale

### (1) Detroit Red Wings – (3) Toronto Maple Leafs
| 25. März 1952 | Detroit Red Wings Red Kelly (13:35) Sid Abel (42:59) Johnny Wilson (54:21) | 3:0 (1:0, 0:0, 2:0) Spielbericht Stand: 1:0 | Toronto Maple Leafs | Detroit Olympia, Detroit, Michigan |

| 27. März 1952 | Detroit Red Wings Johnny Wilson (15:33) | 1:0 (1:0, 0:0, 0:0) Spielbericht Stand: 2:0 | Toronto Maple Leafs | Detroit Olympia, Detroit, Michigan |

| 29. März 1952 | Toronto Maple Leafs Joe Klukay (11:16) Max Bentley (32:20) | 2:6 (1:2, 1:2, 0:2) Spielbericht Stand: 0:3 | Detroit Red Wings Marty Pavelich (10:56) Ted Lindsay (16:57) Johnny Wilson (22:10) Leo Reise (25:22) Johnny Wilson (40:48) Benny Woit (48:47) | Maple Leaf Gardens, Toronto, Ontario |

| 1. April 1952 | Toronto Maple Leafs Harry Watson (2:56) | 1:3 (1:2, 0:1, 0:0) Spielbericht Stand: 0:4 | Detroit Red Wings Ted Lindsay (4:35) Tony Leswick (9:42) Sid Abel (24:52) | Maple Leaf Gardens, Toronto, Ontario |

### (2) Canadiens de Montréal – (4) Boston Bruins
| 25. März 1952 | Canadiens de Montréal Maurice Richard (5:45) Dickie Moore (20:30) Maurice Richard (34:16) Billy Reay (43:09) Floyd Curry (59:24) | 5:1 (1:0, 2:1, 2:0) Spielbericht Stand: 1:0 | Boston Bruins Pentti Lund (26:27) | Forum de Montréal, Montréal, Québec |

| 27. März 1952 | Canadiens de Montréal Ken Mosdell (4:01) Bernie Geoffrion (9:49) Bernie Geoffrion (33:39) Bernie Geoffrion (57:14) | 4:0 (2:0, 1:0, 1:0) Spielbericht Stand: 2:0 | Boston Bruins | Forum de Montréal, Montréal, Québec |

| 30. März 1952 | Boston Bruins Hal Laycoe (22:05) Dave Creighton (22:38) Ed Sandford (23:07) Fleming Mackell (46:14) | 4:1 (0:0, 3:0, 1:1) Spielbericht Stand: 1:2 | Canadiens de Montréal Floyd Curry (55:14) | Boston Garden, Boston, Massachusetts |

| 1. April 1952 | Boston Bruins Réal Chevrefils (9:53) Milt Schmidt (26:55) Fleming Mackell (54:37) | 3:2 (1:0, 1:1, 1:1) Spielbericht Stand: 2:2 | Canadiens de Montréal Floyd Curry (39:46) Floyd Curry (46:48) | Boston Garden, Boston, Massachusetts |

| 3. April 1952 | Canadiens de Montréal | 0:1 (0:0, 0:0, 0:1) Spielbericht Stand: 2:3 | Boston Bruins Jack McIntyre (43:30) | Forum de Montréal, Montréal, Québec |

| 6. April 1952 | Boston Bruins Milt Schmidt (2:53) Dave Creighton (11:44) | 2:3 n. V. (2:0, 0:1, 0:1, 0:0, 0:1) Spielbericht Stand: 3:3 | Canadiens de Montréal Eddie Mazur (24:53) Maurice Richard (51:05) Paul Masnick (87:49) | Boston Garden, Boston, Massachusetts |

| 8. April 1952 | Canadiens de Montréal Eddie Mazur (4:25) Maurice Richard (56:19) Billy Reay (59:26) | 3:1 (1:1, 0:0, 2:0) Spielbericht Stand: 4:3 | Boston Bruins Ed Sandford (12:25) | Forum de Montréal, Montréal, Québec |

## Stanley-Cup-Finale

### (1) Detroit Red Wings – (2) Canadiens de Montréal
| 10. April 1952 | Canadiens de Montréal Tom Johnson (51:01) | 1:3 (0:0, 0:1, 1:2) Spielbericht Stand: 0:1 | Detroit Red Wings Tony Leswick (23:27) Tony Leswick (47:59) Ted Lindsay (59:44) | Forum de Montréal, Montréal, Québec |

| 12. April 1952 | Canadiens de Montréal Elmer Lach (18:37) | 1:2 (1:1, 0:1, 0:0) Spielbericht Stand: 0:2 | Detroit Red Wings Marty Pavelich (16:09) Ted Lindsay (20:43) | Forum de Montréal, Montréal, Québec |

| 13. April 1952 | Detroit Red Wings Gordie Howe (4:31) Ted Lindsay (29:13) Gordie Howe (46:54) | 3:0 (1:0, 1:0, 1:0) Spielbericht Stand: 3:0 | Canadiens de Montréal | Detroit Olympia, Detroit, Michigan |

| 15. April 1952 | Detroit Red Wings Metro Prystai (6:50) Glen Skov (39:39) Metro Prystai (47:35) | 3:0 (1:0, 1:0, 1:0) Spielbericht Stand: 4:0 | Canadiens de Montréal | Detroit Olympia, Detroit, Michigan |

### Stanley-Cup-Sieger
| Stanley-Cup-Sieger Detroit Red Wings | Torhüter: Glenn Hall, Terry Sawchuk Verteidiger: Bob Goldham, Red Kelly, Marcel Pronovost, Leo Reise, Benny Woit, Larry Zeidel Angreifer: Sid Abel (C), Alex Delvecchio, Fred Glover, Gordie Howe, Tony Leswick, Ted Lindsay, Marty Pavelich, Metro Prystai, Enio Sclisizzi, Glen Skov, Vic Stasiuk, Johnny Wilson Cheftrainer: Tommy Ivan General Manager: Jack Adams |

Bill Tibbs (Tor) und Hugh Coflin (Abwehr) wurden ursprünglich auf der Trophäe verewigt, werden heute allerdings nicht mehr offiziell zum Siegerkader gezählt. Beide absolvierten kein Spiel für die Red Wings.

## Beste Scorer
Abkürzungen: GP = Spiele, G = Tore, A = Assists, Pts = Punkte, PIM = Strafminuten; Fett: Bestwert
| Spieler          | Team     | GP | G | A | Pts | PIM |
| ---------------- | -------- | -- | - | - | --- | --- |
| Ted Lindsay      | Detroit  | 8  | 5 | 2 | 7   | 8   |
| Floyd Curry      | Montréal | 11 | 4 | 3 | 7   | 6   |
| Metro Prystai    | Detroit  | 8  | 2 | 5 | 7   | 0   |
| Gordie Howe      | Detroit  | 8  | 2 | 5 | 7   | 2   |
| Maurice Richard  | Montréal | 11 | 4 | 2 | 6   | 6   |
| Johnny Wilson    | Detroit  | 8  | 4 | 1 | 5   | 5   |
| Glen Skov        | Detroit  | 8  | 1 | 4 | 5   | 16  |
| Tony Leswick     | Detroit  | 8  | 3 | 1 | 4   | 22  |
| Bernie Geoffrion | Montréal | 11 | 3 | 1 | 4   | 6   |
| Ed Sandford      | Boston   | 7  | 2 | 2 | 4   | 0   |
| Sid Abel         | Detroit  | 7  | 2 | 2 | 4   | 12  |

## Beste Torhüter
Die kombinierte Tabelle zeigt die drei besten Torhüter in der Kategorie Gegentorschnitt sowie den jeweils Führenden in Shutouts und Siegen.
Abkürzungen: GP = Spiele, Min = Eiszeit (in Minuten), W = Siege, L = Niederlagen, GA = Gegentore, SO = Shutouts, GAA = Gegentorschnitt; Fett: Bestwert; Sortiert nach Gegentorschnitt.
Erfasst werden nur Torhüter mit 120 absolvierten Spielminuten.
| Spieler       | Team     | GP | Min    | W | L | GA | SO | GAA  |
| ------------- | -------- | -- | ------ | - | - | -- | -- | ---- |
| Terry Sawchuk | Detroit  | 8  | 480:00 | 8 | 0 | 5  | 4  | 0,63 |
| Gerry McNeil  | Montréal | 11 | 687:19 | 4 | 7 | 22 | 1  | 1,92 |
| Jim Henry     | Boston   | 7  | 447:19 | 3 | 4 | 17 | 1  | 2,28 |